# 何和礼
何和礼（转写：Hohori；1561年—1624年），又称何和里、何和哩，明朝文献记载为好好里，董鄂氏，是清太祖的开国五大臣之一。

## 生平
辽东董鄂（今辽宁桓仁）人。其先祖原姓觉罗氏，从东海瓦尔喀（今吉林省珲春市）迁居于董鄂后，称董鄂部（栋鄂部）。他的祖父克彻、父亲额勒吉和兄长屯珠鲁都是部落的首领。何和礼26岁时接替屯珠鲁，成为首领。
因为董鄂部实力强盛，努尔哈赤有意和他结盟。1588年，他率部落正式投附努尔哈赤。虽然他已经有妻子，努尔哈赤依然将自己的长女东果格格嫁给了他。何和礼的元妻听说了此事，带部落人马来兴师问罪，经过努尔哈赤劝解才罢兵。
1608年，他随褚英等人征乌喇，攻克了宜罕阿麟城（今吉林市）。1611年，与额亦都、扈尔汉征东海女真渥集部的虎儿哈路，攻下扎库塔城。建州女真统属的势力范围一直延伸到黑龙江、乌苏里江一带。1613年，在他和后金诸贝勒的请求下，努尔哈赤再次征乌喇，攻下乌喇城，部长布占泰逃往叶赫。
1615年努尔哈赤初定旗制，何和礼的军队属正红旗，隶属代善管辖。1616年正月，后金国建立，设议政五大臣：何和礼、额亦都、费英东、安费扬古和扈尔汉，负责初审军国大事，交四大贝勒（代善、阿敏、莽古尔泰、皇太极）复核后，报交努尔哈赤。1619年，何和礼参加了薩爾滸之戰，帮助制定战略，其兵马并在东线战场起了重大作用。1621年他参与后金攻克沈阳、辽阳后，因战功被授予三等总兵官。
何和礼于天命九年（1624年）八月病逝，为五大臣中最后一位去世者。《清史稿》记载努尔哈赤感叹：“朕所与并肩友好诸大臣，何不遗一人以送朕老耶！”清太宗追封他为三等公。顺治十二年追谥“温顺”，并勒石记功，雍正九年加封“勇勤”。子六人，长子雅什坦，次子多积礼，三子雅星阿，四子和硕图，五子都类。都类为公主所出。

## 后裔
- 三等勇勤公开国大臣何和礼
  - 长子雅什坦，佐领
  - 次子多积礼，副都统
    - 长史喀济海
      - 世祖宁悫妃

    - 什尔达渾
      - 头等护卫普善
        - 江西总督噶礼

  - 三子雅星阿，护军参领
    - 护军参领，佐领禅图

  - 四子都统袭三等公和硕图，尚礼亲王代善长女，为和硕额驸。
    - 三等公哲尔本
      - 都统一等勇勤公彭春
        - 诚隐郡王允祉嫡福晋
        - 副都统三等勇勤公增寿

    - 护军统领和尔本
    - 都统瑚什布
      - 二等伯新达理
      - 都统七十
        - 骑都尉富永
        - 二等男朱亮
        - 贝子允禟嫡福晋

  - 五子都统二等伯杜雷

## 延伸阅读
[在维基数据编辑]
 《清史稿·卷225》，出自趙爾巽《清史稿》